# Кризис карбоновых лесов

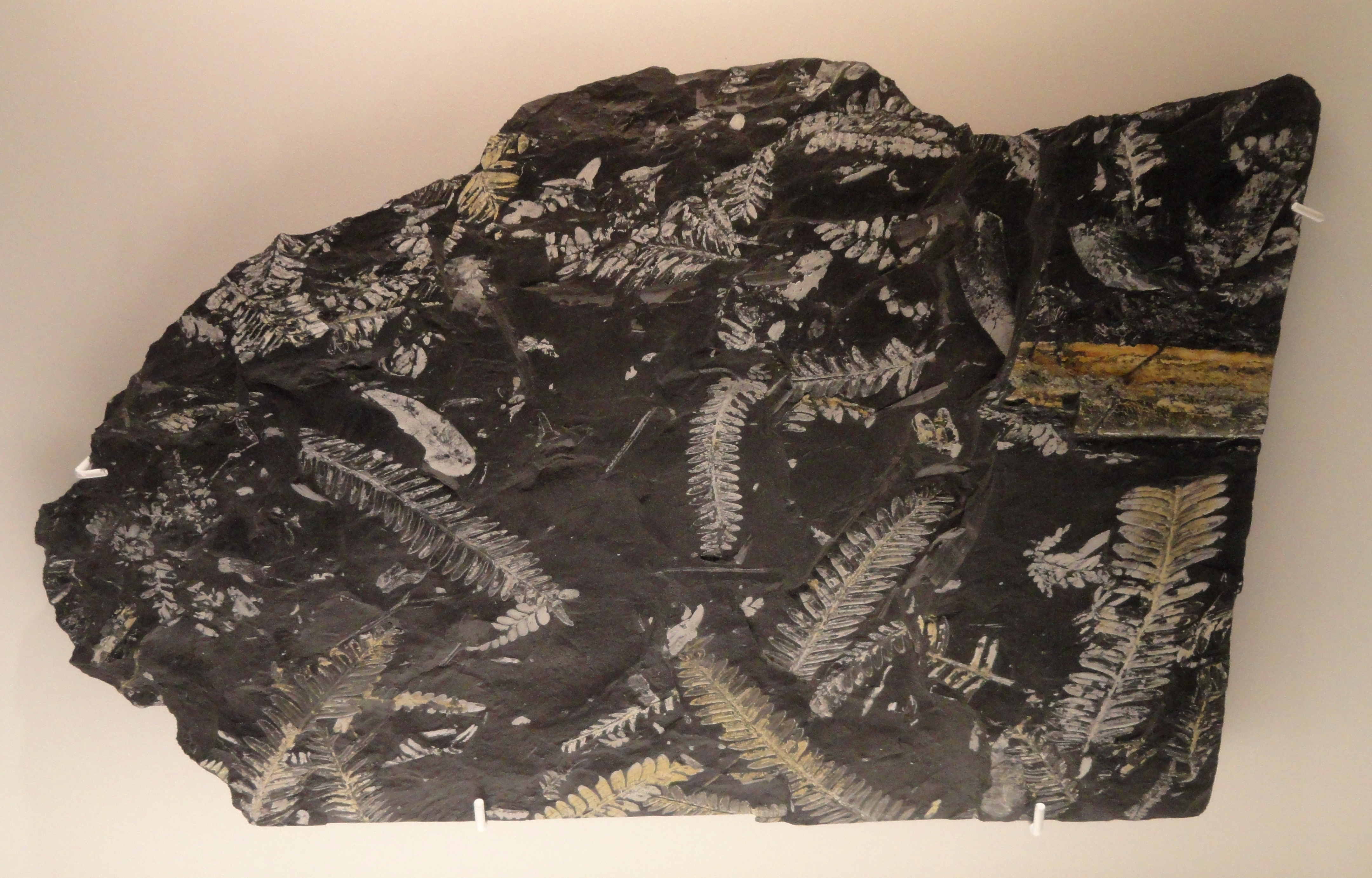
Леса, ставшие впоследствии ископаемым каменным углём, не полностью исчезли после кризиса карбоновых лесов. Эти окаменевшие растения происходят как раз из такого леса, росшего спустя 5 млн лет после кризиса. Однако состав лесов изменился: если до кризиса в них господствовали лепидодендроны (гигантские плауны), то после кризиса их сменили древовидные папоротники и семенные папоротники.

Кризис карбоновых лесов (англ. «Carboniferous rainforest collapse», CRC) — относительно незначительное (по сравнению с другими, такими как пермско-триасовое или мел-палеогеновое) по масштабу массовое вымирание, произошедшее около 305 миллионов лет назад в каменноугольном периоде. В результате изменился видовой состав огромных каменноугольных лесов, покрывавших экваториальные регионы Лавруссии (сейчас это Европа и Северная Америка). Кризис карбоновых лесов, скорее всего, привёл к фрагментации каменноугольных лесов, разделению прежде сплошных массивов на отдельные «островки», что, в свою очередь, способствовало уменьшению в размерах, а вскоре и вымиранию многих видов растений и животных. В конечном итоге каменноугольные леса сохранились на обширных территориях в экваториальном поясе, но занимаемые ими площади и их видовой состав изменились.
Кризис каменноугольных лесов начался в конце московского века и ещё продолжался в начале касимовского века (от 315,2 до 303,7 млн лет назад, поздний карбон).

## Вымирания в сухопутных экосистемах

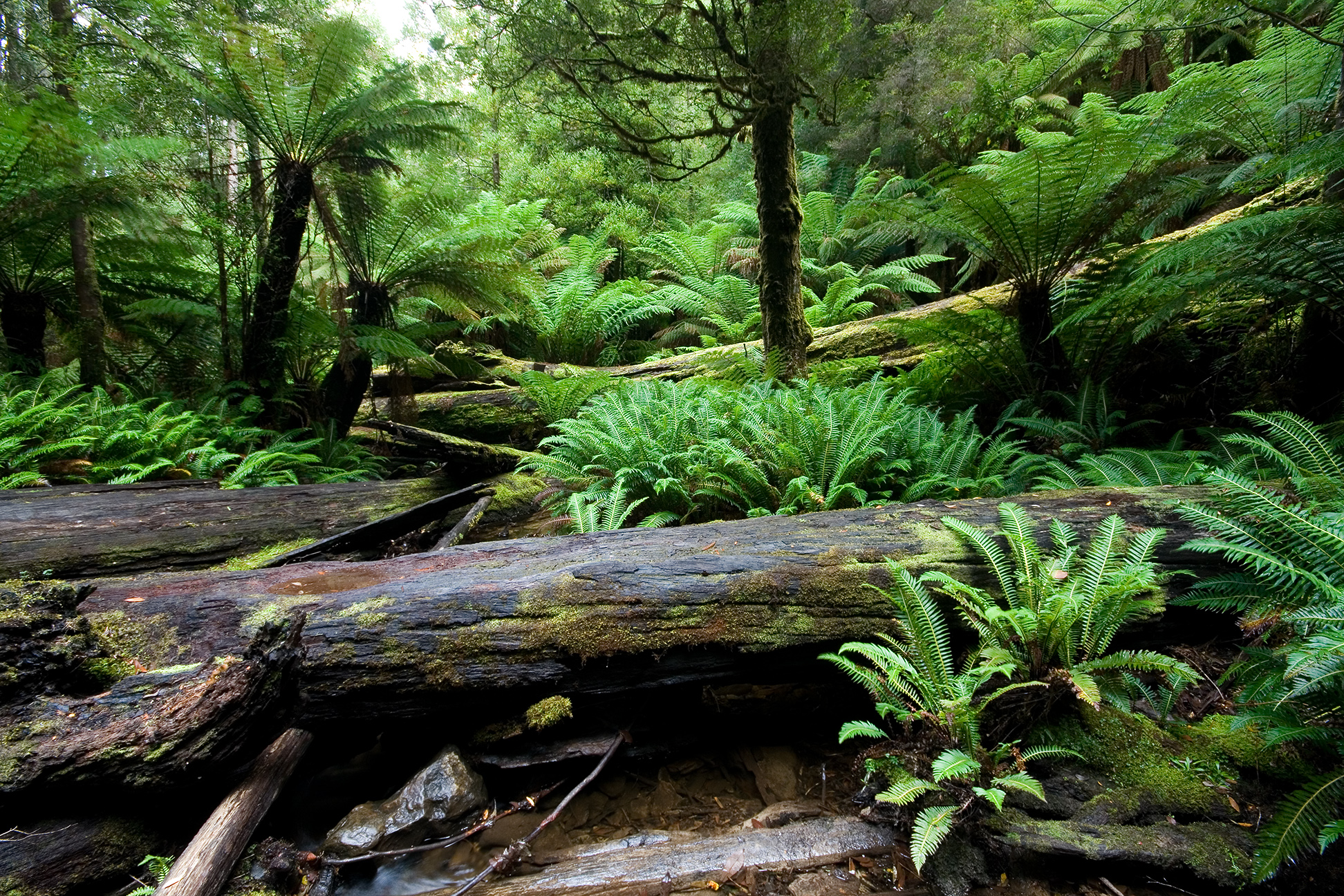
Папоротники и древовидные папоротники в национальном парке Маунт-Филд (Тасмания), дающие представление о том, как мог выглядеть каменноугольный лес.

В карбоне покрывавшие Лавруссию обширные тропические леса состояли из древовидных плаунов и были домом для различных растений и животных: гигантских стрекоз и многоножек, тараканов, земноводных и первых амниот.

### Растения
Произошедшее в карбоне появление тропических лесов существенно изменило ландшафты суши, замедляя эрозию речных берегов и заставляя реки накапливать аллювий, в результате чего образовывались речные поймы и речные острова, в том числе дельты. Продолжавшаяся эволюция древовидных растений способствовала стабильности пойм (снижению эрозии, уменьшению подвижности грунтов) благодаря возникновению пойменных лесов, в том числе накоплению в поймах органических материалов и закреплению грунтов пронизывающими их корневыми системами растений.
Кризис карбоновых лесов представлял собой последовательность изменений. Сначала, в конце Московского века, постепенно начали появляться экологически нетребовательные виды папоротников. Затем в начале Касимовского века произошло внезапное и масштабное вымирание доминировавших до того времени плаунов, основными лесообразующими растениями стали древовидные папоротники. Это подтверждается последними исследованиями, показывающими, что характерными для того времени формами рельефа стали меандры и речные протоки с речными островами, также в это время в отложениях появляются вывороченные реками стволы, но на границе Московского и Касимовского веков таких стволов становится существенно меньше. Тропические леса оказываются фрагментированы, прежде единые их массивы распадаются на уменьшающиеся островки, а к концу Касимовского века карбоновые тропические леса пропадают из палеонтологической летописи.

### Животные
До кризиса карбоновых лесов большинство обитавших в них видов животных были космополитичны: одни и те же виды были распространены по всему тропическому поясу Пангеи. Однако в результате кризиса, разбившего единый пояс тропических лесов на изолированные островки на каждом из таких островков леса стали развиваться собственные уникальные виды животных. Многие виды земноводных вымерли, в то время как видовое разнообразие рептилий в результате кризиса карбоновых лесов наоборот возросло. Такой ход эволюции можно объяснить теорией островной биогеографии, показывающей, как идёт эволюция в небольших изолированных местообитаниях. Эта теория была изначально разработана для океанических островов, но может применяться и к другим фрагментированным экосистемам, небольшие островки которых окружены другими средами обитания. Теория островной биогеографии показывает, что фрагментация среды обитания оказывает разрушительное воздействие на животных и растения: многие виды просто вымирают из-за недостатка необходимых им ресурсов. Уцелевшие же виды адаптируются к ограниченным ресурсам, извлекают выгоду из нового распределения этих ресурсов и эволюционируют, порождая новые формы. После кризиса карбоновых лесов каждый оставшийся островок жизни вступил на свой эволюционный путь, в результате возникло много уникальных и эндемичных видов.

## Восстановление экосистем и дальнейшая эволюция

### Растения
Фрагментация влажных биотопов привела к тому, что на территории будущей Европы осталось только несколько небольших островков тропических лесов, которые не были способны поддерживать разнообразие флоры, характерное для предшествовавшего кризису Московского века. К первому веку перми — Ассельскому — многие характерные для Московского века семейства растений влажных тропических лесов вымерли.

### Беспозвоночные
Упадок растений способствовал снижению уровня кислорода в атмосфере, а именно высокий уровень кислорода в предшествующую эпоху обеспечивал нормальное дыхание гигантским членистоногим того времени. Снижение уровня кислорода в атмосфере, равно как и утрата среды обитания, привели к вымиранию гигантских членистоногих, таких как стрекозы-меганевры и многоножки-артроплевры.

### Позвоночные

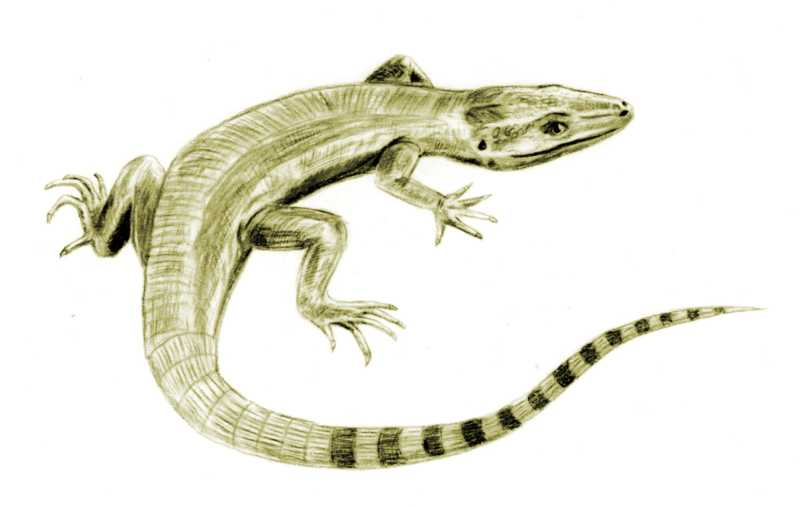
Приспособленные к жизни на суше ранние синапсиды (предки млекопитающих), такие как этот Archaeothyris, были одними из тех, кто быстро восстановился после кризиса карбоновых лесов.

Внезапное превращение прежде единого и обширного пояса тропических лесов в небольшие изолированные островки сильно повлияло на ряд крупных таксонов позвоночных. Лабиринтодонты пострадали очень сильно, в то время как первые рептилии приспособились к новым условиям лучше, будучи физиологически адаптированными к возобладавшему более сухому климату. Амфибии вынуждены возвращаться в воду для размножения, так как их икра и рыбообразные личинки могут развиваться только в воде; в противоположность этому рептилии откладывают амниотические яйца, способные развиваться именно на суше, и эта адаптация оказалась ключевой в изменившихся условиях. Рептилии захватили новые экологические ниши и сделали это быстрее, чем до кризиса карбоновых лесов — а также намного быстрее, чем это могли сделать земноводные. Именно рептилии, эволюционируя из насекомоядных и рыбоядных форм, быстро породили настоящих травоядных и настоящих хищников.
Кризис карбоновых лесов существенно повлиял на эволюцию земноводных. Современные амфибии могут пережидать неблагоприятные условия (например, зиму) в спячке в норах или под брёвнами, но такая стратегия перестаёт работать, если неблагоприятный период затягивается, а также не приспособлена для борьбы с длительным высыханием. Возможности амфибий приспособиться к сухому климату крайне ограничены, а именно такой климат установился в перми. Многие семейства земноводных не смогли адаптироваться к этим новым условиям и вымерли.

## Возможные причины кризиса карбоновых лесов

### Климатические причины
Существует несколько гипотез о природе и причинах кризиса карбоновых лесов, некоторые из этих гипотез называют среди причин вымирания изменение климата. После оледенения в конце Башкирского века (315,2-323,2 миллиона лет назад, начало позднего карбона) климат стал сезонным, выделились сухое и влажное времена года соответственно.
Впоследствии, в конце Московского века, климат стал ещё более сухим. Ко времени кризиса карбоновых лесов климат по всей планете стал более сухим и холодным. Палеонтологическая летопись говорит о коротком и интенсивном оледенении именно в это время. Уровень моря понизился на 100 метров, ледники покрыли большую часть Гондваны. Более холодный и сухой климат не способствовал росту тропических лесов, равно как и существованию множества населяющих эту экосистему видов. Прежде единый пояс тропических лесов распался на изолированные островки, привязанные к влажным межгорным долинам и всё больше изолировавшимся друг от друга. Сохранились только остатки от прежних тропических дождевых лесов, состоявших из гигантских плаунов. Концентрация углекислого газа в атмосфере в конце карбона и начале перми была одной из самых низких в истории.
Затем климатические тенденции изменились, последовал период глобального потепления; остатки карбоновых тропических лесов не выдержали быстрых перемен и окончательно исчезли.
Новая аридизация в конце палеозоя способствовала замене влажных тропических лесов на сезонно-влажные биомы. Хотя точные темпы и природа кризиса в настоящее время неизвестны, считается, что исчезновение карбоновых лесов было по геологическим меркам очень быстрым процессом, занявшим не больше нескольких тысячелетий.

### Вулканизм
Последние исследования палеозойского вулканизма в Европе показали, что в районе нынешнего пролива Скагеррак примерно 300 млн лет назад существовал мантийный плюм, послуживший причиной ряда крупных извержений за очень короткий период времени, 297±4 миллиона лет назад. Время образования соответствующего тектонического рифта (разлома) как раз соответствует границе между Московским и Касимовским веками и кризису карбоновых лесов.

### Объяснения, задействующие несколько причин
В последние годы среди учёных всё чаще озвучиваются идеи о том, что многие из массовых вымираний были вызваны не одной, а несколькими совместно действовавшими причинами. Сторонники этой точки зрения говорят о том, что ни одна из предлагаемых причин массовых вымираний, взятая по отдельности, не могла бы привести к такому опустошительному эффекту, который имел место в реальности, и что «основная» для каждого вымирания причина могла только определить те группы организмов, которые пострадали больше всего. Причины кризиса карбоновых лесов достоверно неизвестны, поэтому возможно, что в этом случае действовало сразу несколько причин.

## Климат и геология
Глобальное изменение климата имело место в Московском и Касимовском веках карбона. Аридизация климата в среднем и позднем карбоне совпала по времени с резкими изменениями, затронувшими как морскую, так и наземную фауну. Это изменение отразилось на составе дошедших до нашего времени древних почв, по которым видно, что изменился характер русловых процессов, руслы и ландшафты вообще стали более стабильными, а климат в начале Касимовского века стал суше. Это соответствует климатической гипотезе о причинах вымирания, основанной на анализе относящихся к тому периоду геологических и палеонтологических (связанных в первую очередь с растениями) доказательств.

## Известные места, где породы того времени выходят на поверхность

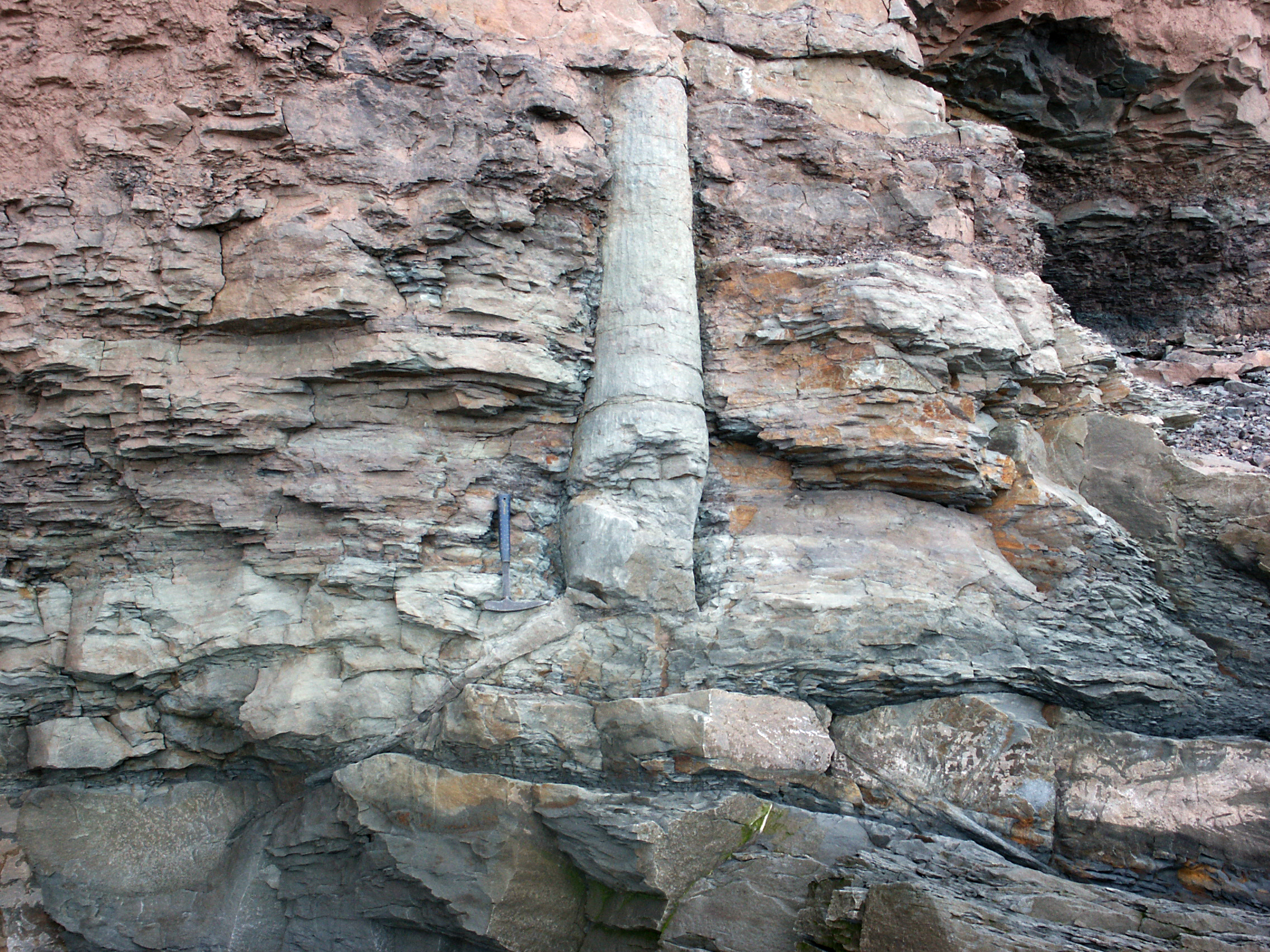
Окаменевший плаун, вероятно — сигиллярия, из формации Джоггинс, на стволе видны следы прикреплявшихся когда-то корней Stigmaria

Кризис карбоновых лесов отразился в палеонтологической летописи, соответствующие породы выходят на поверхность во многих местах по всему миру:
- Гамильтон, Канзас, США;
- Джарроу, Тайн-энд-Уир, Англия;
- Линтон, в районе Солайн[англ.], Огайо, США
- Ньюшэм (Newsham), США
- Ниржани, Чехия
- Джоггинс, Новая Шотландия, Канада

Формация Джоггинс в Новой Шотландии, Канада, является объектом всемирного наследия UNESCO и представляет собой выход породы с хорошо сохранившимися окаменелостями. Эти окаменелости, за миллионы лет вросшие в породу, ставшую теперь разрушающимися скалами на берегу Атлантического океана, открыл в 1852 году Чарлз Лайель. В 1859 его коллега, Джон Уильям Доусон, открыл в формации Джоггинс самую древнюю из известных на сегодняшний день рептилий, гилономуса (Hylonomus lyelli), после этого были найдены и другие скелеты этого животного.